# Skrew
A Skrew amerikai metalegyüttes. Karrierjük kezdetén még indusztriális metal zenekarként kezdték, később azonban áttértek a death- és extrém metal műfajokra. Tagjai: Adam Grossman, Ricktor Ravensbrück és Laurent Le Baut.

## Története
1990-ben alakultak meg a texasi Austinban. Adam Grossman és Danny Lohner alapították, akik korábban az Angkor Wat nevű crossover thrash együttesben játszottak, "Edith Bunker" és "(King) Bunnie" neveken. Ez az együttes két nagylemezt adott ki. Lohner és Grossman 1990-ben megalapították a Skrew-t, az Angkor Wat pedig 1991-ben feloszlott. A Skrew első nagylemeze 1991-ben jelent meg és nagy sikert aratott.
1994-ben már a második stúdióalbum is piacra került. Eladási szempontból gyengébben teljesített, mint az elődje, viszont a rajongók még így is klasszikusként tekintenek rá.
Az 1996-os harmadik nagylemez már groove metal hatású volt. 1997-ben piacra dobott negyedik albumok pedig nu-metal stílusú volt. A Skrew 1998-ban feloszlott. 2009-ben azonban újraegyesültek. A zenekar legutóbbi stúdióalbuma 2014-ben jelent meg.

## Diszkográfia
- Burning in Water, Drowning in Flame (1992)
- Dusted (1994)
- Shadow of Doubt (1996)
- Angel Seed XXIII (1997)
- Universal Immolation (2014)